# Symboly Hradní stráže

Znak Hradní stráže

Symboly Hradní stráže jsou prapor, znak a pečeť.

## Historie
Hradní stráž vznikla  6. prosince 1918. Po 17. listopadu 1989 byla nově definována zákonem č. 20/1990 Sb. Po rozdělení Československa došlo k úpravě dle zákona č. 114/1993 Sb.

### Prapor

#### Prapor z roku 1921
13. října 1921 byl Tomášem G. Masarykem na třetím nádvoří Pražského hradu slavnostně předán prapor Hradní stráži. Prapor převzal tehdejší velitel Hradní stráže kapitán Malý. Na slavnosti byli přítomni předseda vlády a ministr zahraničních věcí Edvard Beneš, ministr národní obrany František Udržal, ministr vnitra Jan Černý, generální inspektor československé armády Josef Svatopluk Machar a další hosté.
Na praporu byl z jedné strany zobrazen emblém Hradní stráže se siluetou Hradčan a hradební bránou a z druhé strany znak prezidenta republiky a heslo „Pravda vítězí“.
Prapor byl navržený Památníkem odboje, řemeslné provedení bylo zadáno firmě Soni Jindrákové z Prahy II.
Prapor byl určen k používání při slavnostních příležitostech.

#### Prapor z roku 1993

Lícová strana praporu Hradní stráže (od roku 1993)

20. února 1993 propůjčil tehdejší prezident Václav Havel Hradní stráži vojenský prapor. Prapor, který byl umístěn v kanceláři náčelníka Hradní stráže, podplukovníka Milana Lišky, měl rozměry 120×120 cm, šířka lemu byla 11 cm (lem byl zřejmě nepřesně vytvořen při výrobě, vlajka prezidenta republiky má lem o šířce 1/10 vlajky, šířka praporu Hradní stráže by tedy měla být zřejmě 12 cm). Autorem praporu byl Theodor Pištěk, výtvarník, plukovník v.v., který byl též autorem nových uniforem Hradní stráže.
Lícová strana praporu je tvořena modrým listem, v jehož středu je emblém Hradní stráže a pod ním tmavě modrý nápis PRAVDA VÍTĚZÍ.
Rubová strana je také tvořena modrým listem, ve středu je však umístěn, hrotem k hornímu okraji, bílý meč se žlutou záštitou a hlavicí, a modrou rukovětí, převázanou bílo-červeno-modrou stuhou s mašlí. Konce stuhy směřují k dolnímu rohu a dolnímu cípu. Od meče k žerdi je žlutá větévka s 15 žlutými lipovými lístky a od meče k vlajícímu okraji žlutá větévka se žlutými lístky a bílými plody vavřínu. Nad emblémem je tmavě modrý nápis HRADNÍ STRÁŽ, pod ním stejnou barvou nápis 1993 – letopočet propůjčení praporu. Mezi hlavicí meče a letopočtem je zlatě (žlutě) vyšitý podpis prezidenta Václava Havla.

Rubová strana praporu Hradní stráže (od roku 1993)

Lem je červeno-modro-bílý, sestávající z 80 poli (20 červených, 20 modrých a 40 bílých). Rohová pole jsou červená, bílá pole jsou ve tvaru trojúhelníkových plaménků (je jich vždy po deseti na každé straně listu), červená a modrá pole jsou ve tvaru obdélníkových plaménků (4 červené a 5 modrých na každé straně).
Rukáv praporu je světle modrý se třemi otvory.
Žerď praporu je dřevěná, dole zakončená patkou. Hrotem je emblém Hradní stráže ze žlutého kovu.
Prapor Hradní stráže je užívána při reprezentačních úkonech (návštěvy zahraničních oficiálních představitelů, akce pořádané českým prezidentem). Jeden z exemplářů je umístěn na stěně kanceláře náčelníka štábu Hradní stráže.

### Znak

#### Znak z roku 1993
Znak Hradní stráže byl používán od ledna 1993, sankcionován (schválen vyhláškou) byl však až 5. listopadu 1999 s platností od 1. prosince 1999. Znak je tvořen (dle neheraldického, ba chybného popisu ve vyhlášce) třemi štíty s vyobrazením bílého Českého lva na červeném poli, červeno-bílé Moravské orlice a černé Slezské orlice ve žlutém poli, které jsou doplněny zlatými lipovými listy.
Emblém je (odbornějším popisem) tvořen českým a moravským znakem, které zčásti překrývají znak slezský. V místě překryvu zemských znaků jsou vždy tři zlaté lipové listy.
Znak je používán jako nášivka (tzv. domovenka) na uniformách, čepicích, zařízeních, objektech (např. vozidlech) či navštívenkách Hradní stráže.

### Pečeť

#### Pečeť z roku 1993
Pečeť Hradní stráže (v provedení gumového razítka) je tvořena kruhovou orámovanou plochou (o průměru 35 mm) ve které je umístěna kresba malého státního znaku. Mezi tímto znakem a orámováním je opis Hradní stráž České republiky a v dolní části jsou dvě hvězdičky.
Druhá varianta pečeti je menší (29 mm) a má v dolní části pouze jednu hvězdičku.